# Аляпі темний
Аля́пі темний (Myrmelastes schistaceus) — вид горобцеподібних птахів родини сорокушових (Thamnophilidae). Мешкає в Амазонії.

## Поширення і екологія
Темні аляпі мешкають на півдні Колумбії (Путумайо, південна Какета, Амасонас), на північному сході Еквадору (Сукумбіос), на сході Перу (схід Лорето, Укаялі) і на заході Бразильської Амазонії (захід Амазонасу, крайній захід Акрі). Вони живуть в підліску вологих рівнинних тропічних лісів терра-фірме. Зустрічаються на висоті до 400 м над рівнем моря. 